# Tord Ångström
Tord Knutsson Ångström, född 19 september 1892 i Uppsala, död 2 mars 1978, var en svensk ingenjör. Han var son till Knut Ångström och gift med Astrid Setterwall-Ångström.
Ångström blev diplomerad aviatör hos Louis Blériot i Pau 1912, civil arméflygare 1914, marinflygare 1915–16, utexaminerades från Kungliga Tekniska högskolan 1918, var ingenjör vid AB Thulins aeroplanfabrik 1918–19, trafikflygare vid första svenska regelbundna flygtrafiken Malmö-Köpenhamn 1919, statens besiktningsman för flygplan 1920, flygingenjör av första graden i Flygvapnets reserv, luftfartsinspektör vid Väg- och vattenbyggnadsstyrelsen 1936–45, chef för Luftfartsinspektionen i Luftfartsstyrelsen 1945–57 och expert vid Internationella civila luftfartsorganisationens (ICAO) sekretariat i Montréal 1946–47.
Ångström var redaktör för tidskrifterna "Flygning" 1921 och "Flyg- och motortekniskt bibliotek". Han deltog i flera luftfartskongresser, var sekreterare i Ingenjörsvetenskapsakademiens flygtekniska kommitté 1924–34, assistent vid Luftfartsmyndigheten 1930–36, ledamot av Nationernas förbunds studiekommission för internationell luftfart i Genève 1930. Han var generalkommissarie för internationella luftfartsutställningarna i Stockholm (ILIS) 1931 och 1936, statens granskningsman för ABA 1931–45, ledamot av Flygtekniska rådet 1948–57, styrelseledamot i Tekniska museet 1932–62, Sveriges representant vid ICAO i Montréal 1956–57 samt verkställande direktör för Flygtekniska byrån AB 1957. Han var verksam i USA 1957–60.
Ångström författade Flygmaskinen (1915), Kriget i luften (1915), Flygning (1915), Ballonger och luftskepp. i Verdandis småskrifter (1918). Om luftens fartyg (1919), De officiella statliga flygtävlingarna i England och Frankrike (1921), Om flygning och luftfart (1934) samt artiklar i tekniska handböcker och tidskrifter.